# マッシミリアーノ・デュラン
マッシミリアーノ・デュラン（Massimiliano Duran、1963年11月3日 - ）は、イタリアのプロボクサー。フェラーラ出身。元WBC世界クルーザー級王者。

## 来歴
1986年5月23日、デュランはプロデビューを果たし4回KO勝ちを収め白星でデビューを飾った。
1987年11月6日、ジオバンニ・マルチェーニと対戦し5回失格負けを喫した。
1988年12月20日、ボウバカー・バテラト対戦し初回KO勝ちを収めた。
1989年11月4日、イタリアクルーザー級王者アルフレド・カッシアトーレと対戦し10回TKO勝ちを収め王座獲得に成功した。
1990年7月27日、カーポ・ドルランドのアウトドア・アリーナでWBCカルロス・デ・レオンと対戦し11回終了時加撃による失格勝ちを収め王座獲得に成功した。
1990年12月8日、故郷フェラーラのパラッゾ・デッロ・スポートでアナクレト・ワンバと対戦し最終12回2分51秒ワンバがこの試合5回目の反則を犯して減点による失格勝ちを収め初防衛に成功した。
1991年7月20日、アナクレト・ワンバとダイレクトリマッチをパレルモで行い11回42秒TKO負けを喫し2度目の防衛に失敗し王座から陥落した。
1991年11月9日、リック・エニースと対戦し8回判定勝ちを収めた。
1991年12月13日、WBC世界クルーザー級王者アナクレト・ワンバと5ヶ月ぶりに再戦し11回1分16秒TKO負けを喫し5ヶ月ぶりの王座返り咲きに失敗した。
1992年12月18日、ロイ・ベドウェルと対戦し2回TKO勝ちを収めた。
1993年6月22日、EBUヨーロッパクルーザー級王座決定戦でデレック・アンゴルと対戦し11回KO勝ちを収め王座獲得に成功した。
1994年2月2日、後のWBO世界クルーザー級王者カール・トンプソンと対戦し12回KO負けを喫し初防衛に失敗し王座から陥落した。
1994年11月2日、ローマでアレクシー・リーインと対戦し4回TKO負けを喫した試合を最後に現役を引退した。

## 獲得タイトル
- イタリアクルーザー級王座
- WBC世界クルーザー級王座（防衛1）
- EBUヨーロッパクルーザー級王座